# Gertrud Papendick

Gertrud Papendick

Gertrud Papendick (* 28. März 1890 in Königsberg i. Pr.; † 6. April 1982 in Hamburg) war eine deutsche Lehrerin und Schriftstellerin.

## Leben
Im selben Jahr wie der Maler Eugen Bischoff kam Gertrud Papendick in der Landhofmeisterstraße 2 des Löbenicht zur Welt, gegenüber der Kaserne des Pionierbataillon (Ostpreußischen) Nr. 1 „Fürst Radziwill“. Ihr Vater war kaufmännischer Direktor der Brauerei in Ponarth. Sie war das vierte von fünf Kindern. Ihre bäuerlichen Vorfahren stammten aus Willkischken in Preußisch Litauen. Sie wurde Lehrerin und war 36 Jahre im Schuldienst, zuletzt als Konrektorin.
Sie liebte Pferde. Einem schwägerlichen Gutsbesitzer verdankte sie die Anregung, zum ersten Ostpreußischen Reitertag 1925 ein eingängiges Lied zu schreiben. Es entstanden die Verse, die ihren Namen bekannt machten: „Deine Söhne, Land im Osten.“ Zu singen nach Prinz Eugen, der edle Ritter, wurde das Ostpreußische Reiterlied überaus populär. Die geflüchteten Ostpreußen sangen es noch lange nach dem Zweiten Weltkrieg. In einem Großdruck ist das Lied im Ostpreußischen Landesmuseum erhalten. Dem Reisen und Schreiben zugetan, veröffentlichte sie 1913 in Die Woche (1899–1944) die erste Kurzgeschichte. Im Feuilleton der Königsberger Allgemeinen Zeitung, in Zeitschriften und im Ostpreußenblatt erschienen Novellen, Erzählungen und Anthologien. Der Familienroman Konsul Kanther und sein Haus (früherer Titel Die Kantherkinder) erschien ab 1965 im Verlag Eugen Salzer, Heilbronn. Er machte das Königsberg zur Zeit der Jahrhundertwende lebendig. Zu einem großen Erfolg wurde ihr jüngstes Buch, Wo der Birnbaum stand. Befreundet war sie mit Otto Besch, Eduard Bischoff, Walther Grosse und der Mitschülerin Ilse v. Wittlich, einer Tochter des Klavierbauers Carl Julius Gebauhr. Größte Bewunderung hegte sie für Königsbergs Bierkutscher. Noch älter und tiefer als zu den Pferden war ihre Liebe „zum Meer“. Der Wiederkehr des Kindheitssommers in Cranz und dem Schwimmen an der Samlandküste maß sie noch im hohen Alter wesentliche, fast mystische Bedeutung zu.
Die Flucht aus dem untergehenden Ostpreußen verschlug sie zunächst in ein dänisches Flüchtlingslager am Kattegat. In der Nachkriegszeit war sie 1947–1951 Konrektorin in Uelzen. Den Kulturpreis der Landsmannschaft Ostpreußen erhielt sie im selben Jahr wie die Schriftstellerkollegin Charlotte Keyser und der Maler Erich Behrendt. Nach 20 Jahren ohne Wohnung fand sie eine feste Bleibe in der Winterhuder Maria-Louisen-Straße. Gertrud Papendick starb mit 92 Jahren in Hamburg.

## Ehrungen
- Kulturpreis der Landsmannschaft Ostpreußen (1966)
- Königsberger Bürgermedaille (1979)

## Zitate
„Ich bin und bleibe aus dem vorigen [19.] Jahrhundert, dazu eine unverbesserliche Preußin.“

„Ich habe schwer zu arbeiten und schwer zu kämpfen gehabt; aber dann hat mir das Leben alle Versprechungen gehalten.“

„In der Landschaft der Seele liegt der Urgrund für alles, was wir Schicksal nennen.“

## Schriften
- Die Kantherkinder. Roman einer Kaufmannsfamilie. Holzner, Kitzingen am Main 1952.
  - Neuausgabe unter dem Titel Konsul Kanther und sein Haus. Eugen Salzer, Heilbronn (und mehrere weitere Ausgaben anderer Verlage).
- Wo der Birnbaum stand. Kurische Idylle. Eugen Salzer, Heilbronn 1969.
- Das war unsere Stadt. Königsberger Erinnerungen. Eugen Salzer, Heilbronn 1972.
- In jenem fernen Sommer. Rautenberg, Leer 1973.
- mit Christian Papendick und Albrecht Leuteritz: Der Norden Ostpreußens – Land zwischen Zerfall und Hoffnung. Eine Bilddokumentation 1992–2007. Husum 2008, ISBN 978-3-89876-232-8.